# Elymus villosus
Elymus villosus är en gräsart som beskrevs av Henry Ernest Muhlenberg och Carl Ludwig von Willdenow. Elymus villosus ingår i släktet elmar, och familjen gräs. Inga underarter finns listade i Catalogue of Life.

## Bildgalleri

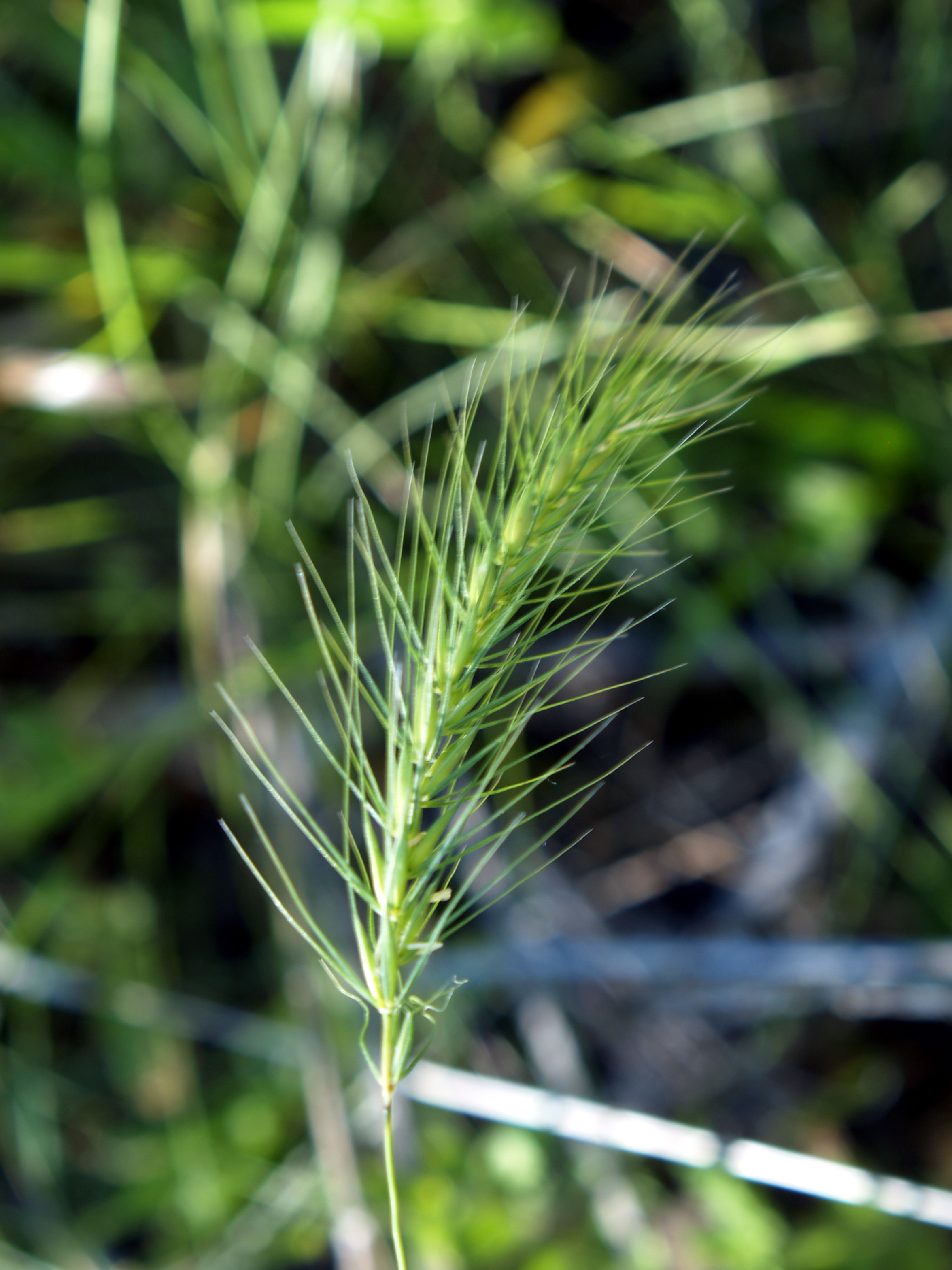
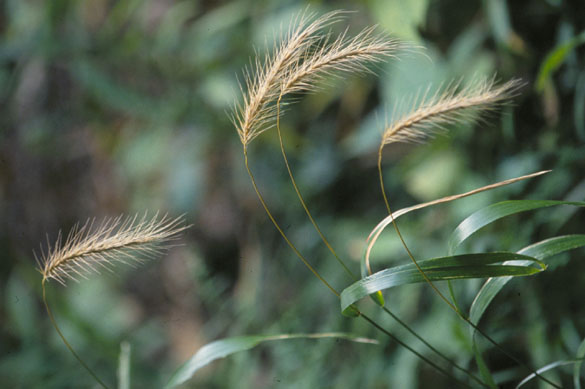